# Expedición de García Jofre de Loaísa

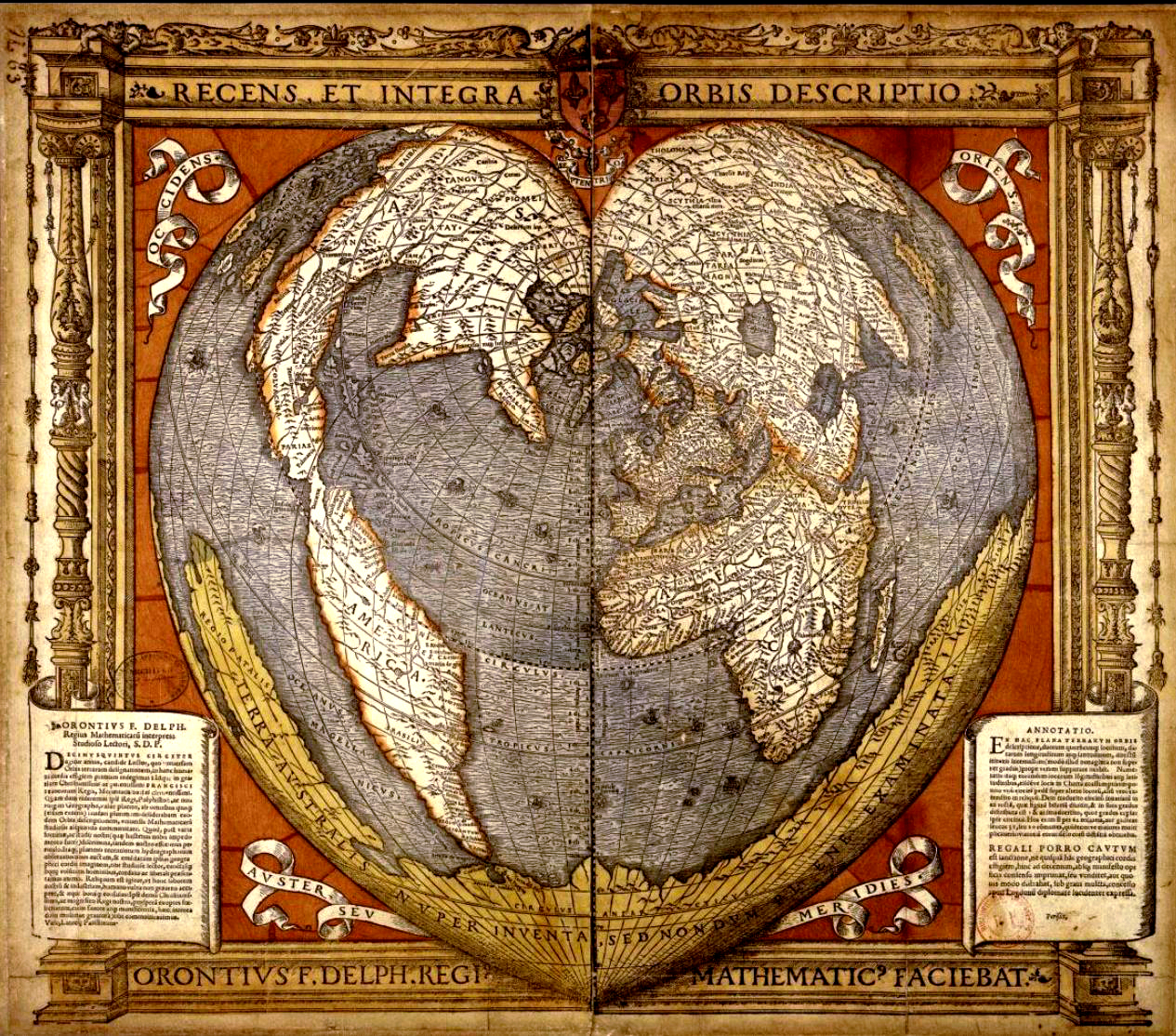
Mapamundi francés de 1536.

La expedición de García Jofre de Loaísa es una expedición marítima española (1525-1536) dirigida por García Jofré de Loaísa con objeto de colonizar las islas Molucas, ricas en especiería, cuya propiedad se disputaban las coronas de España y Portugal.
La expedición, formada por una flota de siete naves y 450 hombres, se hizo a la mar en La Coruña el 24 de julio de 1525. Figuraban en ella dos de los más insignes marinos españoles de la historia: Juan Sebastián Elcano, que perdió la vida en la expedición, y el jovencísimo Andrés de Urdaneta.
Realizaron numerosos descubrimientos geográficos y marítimos, pero su travesía fue una sucesión de desastres, calamidades y deserciones. Durante el viaje murieron, entre otros, el almirante Loaísa y Elcano. Tres de las naves no llegaron a cruzar el estrecho de Magallanes y sólo una, la Santa María de la Victoria, alcanzó las Molucas, donde la tripulación tuvo que enfrentarse con los portugueses durante casi un año. Tras sufrir innumerables vicisitudes a lo largo de un durísimo y amargo viaje, sólo 24 hombres de esta nave regresaron a España, Urdaneta entre ellos.

## Antecedentes
En 1522, poco después de la primera circunnavegación de Juan Sebastián Elcano, Carlos I de España decide formar una flota para conquistar las Islas Molucas para su imperio. El motivo era estratégico y económico, debido a la producción de especias (clavo, pimienta, canela y nuez moscada) en dichas islas —también conocidas como islas de la Especiería— y cuyos precios eran excesivamente altos en Europa, a causa del oligopolio de italianos y portugueses. 
El 31 de mayo de 1524 fracasaron las reuniones que mantenían en Elvas y Badajoz los representantes de España y Portugal sobre la cuestión de la propiedad de las islas Molucas. Con el fin de las conversaciones, el rey Carlos I ordenó que se realizara una expedición a aquellas tierras, ya prevista pero paralizada durante las negociaciones. Después de catorce meses de preparativos, la escuadra estaba lista para hacerse a la mar.
El 5 de abril de 1525, Carlos nombró a fray García Jofré de Loaisa, comendador de la Orden de San Juan, capitán general de la Armada y capitán general y gobernador de las islas Molucas, escogiéndolo por su noble linaje y sus conocimientos de náutica. En dicho nombramiento, el monarca establecía:

Por cuanto Nos mandamos ir al presente una armada a la continuación y contratación de la especiería a las nuestras islas de Maluco, donde habemos mandado que se haga el asiento y casas de contratación, que para el trato de ellas y de las naos que de presente van en la dicha armada, y hemos de proveer de nuestro gobernador y capitán general de la dicha armada y de las dichas islas de Maluco, e tierras, e provincias de ellas, e de oficiales nuestros que con él residan, que vayan e anden en la dicha armada, por ende acatando la persona y experiencia de vos Frey García de Loaisa, Comendador de la orden de S. Juan, que sois tal persona que guardareis nuestro servicio, e que bien y fielmente entenderéis en lo que por Nos vos fuere mandado y encomendado, es nuestra merced y voluntad de vos nombrar, y por la presente vos nombramos por nuestro Capitán general de la dicha armada, desde que con la bendición de nuestro Señor se haga a la vela en la ciudad de La Coruña, hasta llegar a las dichas islas, porque a la vuelta que venga la dicha armada, ha de venir por nuestro Capitán general de ella la persona que por Nos fuere mandado, e vos habéis de quedar en las dichas islas para tener la gobernación de ellas: y asimismo vos nombramos por nuestro Gobernador y Capitán General de las dichas islas del Maluco, e hayáis y tengáis la nuestra justicia cevil e criminal en la dicha armada, y en las dichas islas e tierras de Maluco, así de naturales dellas, como de otras cualesquier personas, así de nuestros reinos e señoríos, como de fuera dellos que en ellas estuvieren, e de aquí adelante a ellas fueren, e de las que fueren y anduvieren en la dicha armada.

E por esta nuestra carta mandamos al presidente, y los del nuestro Consejo de las Indias, que luego que con ella fueren requeridos, tomen e reciban de vos el dicho Comendador Frey García de Loaisa el juramento y solenidad que en tal caso se requiere, e debeis hacer; el cual así fecho, mandamos a los capitanes y oficiales y maestres y contramaestres, pilotos, e marineros, e otras cualesquier personas e gente que en la dicha armada fueren o en las dichas tierras estuvieren, y con vos residieren, y a ellas fueren, que vos hayan, reciban y tengan por nuestro Gobernador y Capitán general, y Justicia mayor de las dichas tierras, e usen con vos, e con los dichos lugartenientes en los dichos oficios por el dicho tiempo que nuestra merced y voluntad fuere, e como tal vos acaten, y obedezcan, y cumplan vuestros mandamientos, so la pena e penas, que vos de nuestra parte les pusiéredes y mandéredes poner; las cuales Nos por la presente les ponemos, e habemos por puestas, e vos damos poder y facultad para las ejecutar en sus personas e bienes.

Y es nuestra merced, y mandamos, que hayáis, e lleveis de salario en cada un año de los que ansi vos ocupáredes en lo susodicho, contando desde el día que la dicha armada se hiciere a la vela con la bendición de nuestro Señor en la ciudad de la Coruña, hasta que en buena hora volváis a ella, dos mil e novecientos ducados, que montan un cuento y noventa y cuatro mil y quinientos maravedís, los cuales mandamos a los nuestros oficiales, que residen en la dicha ciudad de la Coruña en la Casa de Contratación de la especiería, que vos den y paguen en esta manera: los ciento cincuenta mil maravedís luego adelantados, que es nuestra merced de vos mandar dar con que vos adecereis, y proveais de las cosas necesarias para el viage, y lo restante, que se montare en vuestro salario a razón de los dichos un cuento y noventa y cuatro mil y quinientos maravedís por año, a la vuelta que volváis a estos Reinos en llegando a ellos en la dicha Casa de la Contratación de la especiería, sin nos pedir nueva libranza para ello, solamente por virtud de esta nuestra provision y asimismo que podáis traer en cada armada de las que vinieren, entretanto que vos estuviéredes en aquellas partes en el dicho cargo e gobernación, quince quintales de especiería, y la mitad sobre cubierta, y la otra mitad debajo de cubierta, y ocho cajas ansi mismo sobre cubierta. Y otrosí, por esta nuestra carta mandamos a los dichos nuestros oficiales de la Coruña, que luego que vos paguen quinientos ducados, que es nuestra merced de vos mandar de ayuda de costa, a costa de toda la dicha armada, habiendo respeto a lo que os habéis ocupado, y habéis de ocupar ante que la dicha armada parta, con que vos podáis mejor aderezar demás de los ciento y cincuenta mil maravedís, que vos mandamos de dar en cuenta de vuestro salario.

Dada en la villa de Madrid a cinco días del mes de Abril, año del nacimiento de nuestro Salvador Jesucristo de mil e quinientos e veinte y cinco años.

( ) YO EL REY. ( ) Refrendada del Secretario Cobos. ( ) Señalada del obispo de Osma, y Beltran y Maldonado».

## La expedición

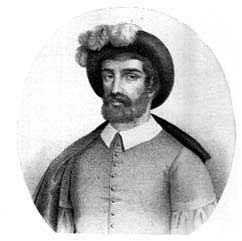
Juan Sebastián Elcano

La escuadra la componían las siguientes naos: 
- Santa María de la Victoria, de 360 toneladas, al mando del propio Loaísa.
- Sancti Spiritus, de 240, al mando de Juan Sebastián Elcano, como piloto mayor de la expedición y segundo jefe.
- Anunciada, de 204, al mando de Pedro de Vera.
- San Gabriel, de 156, al mando de Rodrigo de Acuña.
- Santa María del Parral, de 96, al mando de Jorge Manrique de Nájera.
- San Lesmes, del mismo tonelaje y al mando de Francisco de Hoces.

A ellas se sumaba el patache Santiago, de 60 toneladas, al mando de Santiago de Guevara, siendo la dotación completa de todas ellas de unos 450 hombres, lo que la convertía en una de las mayores expediciones de su época. Entre ellos estaban algunos veteranos de la primera circunnavegación del globo, como el mismo Juan Sebastián Elcano, que era el segundo comandante y piloto mayor, y Rodrigo de Triana, que avistó América en el primer viaje de Cristóbal Colón. 
Asimismo participaba en la expedición, como ayudante de Elcano, Andrés de Urdaneta, que llegaría a ser el más grande cosmógrafo de su tiempo.

## Partida
La expedición zarpó del puerto de La Coruña antes del amanecer del 24 de julio de 1525, pasó el 31 de julio ante Madeira y el 1 de agosto arribó a la isla de La Gomera, donde hicieron una escala de doce días, que se aprovechó para reabastecer a las naves, entre cosas de agua, leña, carne fresca y repuestos de velamen. Antes de zarpar, a instancias de Juan Sebastián de Elcano, Urdaneta se reúne con los capitanes y pilotos, haciéndoles ver las dificultades de las aguas cercanas al estrecho de Magallanes y el doblar el cabo de Hornos, por lo que se queda indicado que él con su nao navegará en cabeza y que procuren todos seguir sus aguas, para no sufrir pérdidas innecesarias.
Zarparon de esta isla el 14 de agosto rumbo al sur, siguiendo las recomendaciones de navegación establecidas por Colón. A los cuatro días, a muy poca distancia del cabo Blanco, se le partió el palo mayor a la capitana; para reforzar a los artesanos de a bordo, Elcano envía a dos de sus mejores carpinteros, que con una chalupa intentaron llegar a la nao averiada, logrando hacerlo, pero no sin un padecimiento exhaustivo, pues la mar de pronto se había arbolado, acompañada de un fuerte aguacero. La escuadra estaba navegando solo con los trinquetes, debido al mal tiempo reinante, lo que provocó en un falso movimiento, que la Santa María del Parral fuese abordada por la nao averiada, lo que le produjo grandes desperfectos en su popa, quedando muy mal parada.

## Encuentro con una nao portuguesa

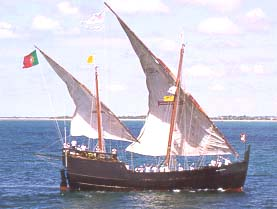
Reconstrucción de una nao portuguesa

Encontrándose en aguas de la actual Sierra Leona, el 5 de octubre, los expedicionarios divisaron una nao y, siendo conocedores de que la Francia de Francisco I persistía en su conflicto contra España, se dio mando de caza general en prevención de ser atacados. Pero la solitaria nao, al verlos venir, viró y emprendió la huida, por lo que Loaisa, viendo que no se le podía dar alcance, da la orden de regresar al rumbo. El patache Santiago, al ser más ligero, pudo dar alcance a la nao y comprobar que era portuguesa. Cuando volvían, se encontraron al capitán Rodrigo de Acuña que, al mando de la San Gabriel, hizo disparar un tiro y mandó a los portugueses que se dieran por prisioneros, ordenándoles amainar las velas. Estos actos de Acuña molestaron sobremanera a Guevara, que si bien era un capitán de inferior categoría, no dejaba de ser el verdadero ejecutor de la captura. Ambos cruzaron graves palabras, faltando muy poco para que llegaran a las armas. La nave portuguesa fue bien acogida por los expedicionarios, que le encomendaron la entrega de cartas para el gobierno de Castilla.
Al entrar en la zona de calmas, los velámenes se quedan sin empuje y esto provocó que tardaran en recorrer ciento cincuenta leguas, casi un mes y medio. En estas aguas abundan los peces voladores, y estos causaron un gran asombro en Andrés de Urdaneta, quien en su Relación inédita dice: 

En todo este golfo, desde que pasamos a Cabo Verde había mucha pesquería é cada día viamos una cosa ó pesquería la mas fermosa de ver que jamás se vio; y es que hay unos peces mayores que sardinas, los cuales se llaman voladores, por respeto que vuelan como aves en aire, bien un tiro de pasamano, que tiene alas como casi de murciélago, aunque con de pescado, y éstas vuelan y andan a manadas; y así hay otros pescados tan grandes como toninos, que se llaman albacoros, los cuales saltan fuera del agua bien longura de media nao, y estos siguen a los voladores, así debajo del agua, como en el aire, que muchas veces viamos que, yendo volando las tristes de los voladores, saltando en el aire, los albacoros las apañaban, é asimesmo hay unas aves que se llaman rabihorcados, los cuales se mantienen de los peces voladores que cazan en el aire; que muchas veces los voladores, aquejados de las albacoros y de otros pescados que les siguen, por guarecerse vuelan donde topan luego con los rabihorcados, é apañan de ellas; de manera que, ó de los unos ó de los otros siempre corren los voladores, é venían a dar dentro en la nao, y como tocaban en seco no se podían levantar, é así los apañábamos.

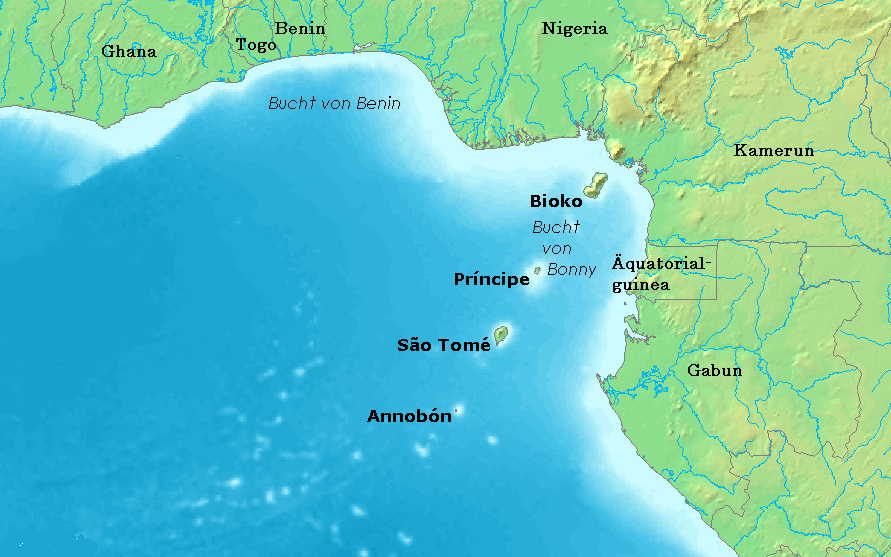
El golfo de Guinea

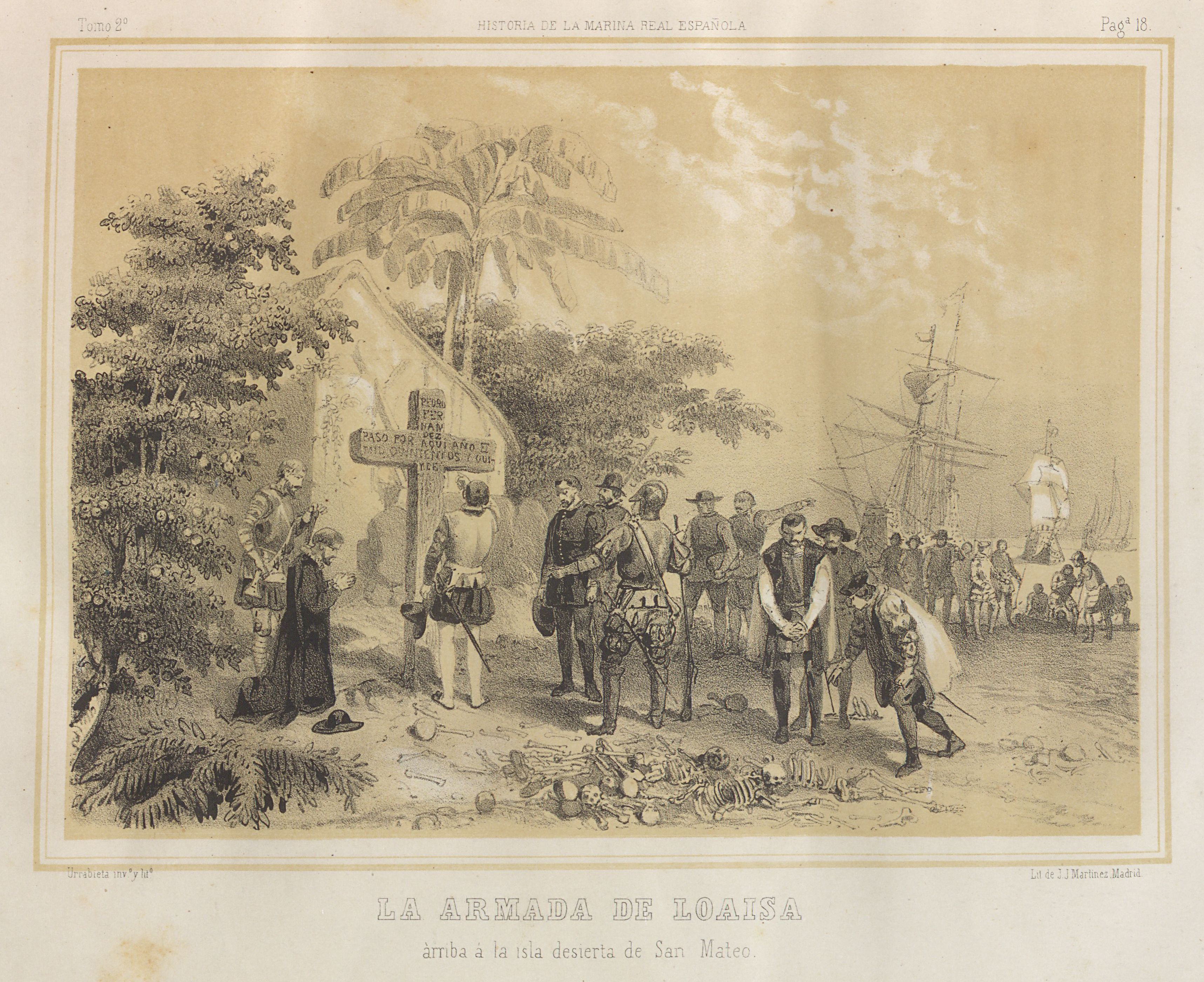
«La armada de Loaisa arriba a la isla desierta de San Mateo». Litografía de Vicente Urrabieta en Historia de la Marina Real Española (1849-1854)

El 15 de octubre descubrieron una isla deshabitada, a la cual se le puso el nombre de San Mateo. Se ha sabido después, por las coordenadas de Urdaneta, que era la actual isla de Annobón, en el golfo de Guinea. Loaísa ordenó lanzar las anclas y bajar a tierra, para recomponer los desperfectos del temporal pasado y hacer aguada, sobre todo por el mucho tiempo tardado en recorrer tan poca mar. Pero a su vez aprovechó para hacer pesquisa y poner en orden el conflicto anterior entre Acuña y Guevara. En juicio sumarísimo, después de ser informado de todos los detalles, determinó que Acuña pasara arrestado a la capitana por espacio de dos meses, quedando como capitán de la San Gabriel Martín de Valencia, que en principio era el destinado a tomar al mando de las carabelas que quedarían en las islas Molucas. A su vez, a Guevara le suspende de sueldo, pero no del mando. También ordena castigos a otros ocho gentiles hombres que habían intentado sublevarse en la nao de Juan Sebastián de Elcano.

## Travesía por Sudamérica
Desde este punto la flotilla zarpó aprovechando los Alisios con destino al Brasil, cuyas costas avistaron el 19 de noviembre. Como era territorio de Portugal, viraron con rumbo al sur. En el trayecto pasaron frente a la isla de Cabo Frío (5 de diciembre) y el cabo de Santa María (19 de diciembre). El 26 de diciembre pusieron rumbo oeste, alejándose dos leguas de la costa, y el 28 sufrieron un temporal, del cual salieron algunas naos dañadas, lo que hizo que la capitana se perdiera de vista del resto de la expedición. Elcano, como segundo jefe de ella, propuso el que se la buscara a sotavento, pero la idea no fue aceptada por el piloto mayor de la San Gabriel. Debido a ello esta nao continuó su rumbo sola, quedando las demás en búsqueda de la capitana, pero pasaron los días y no se encontró a la una, y se perdió el rastro de la otra, por lo que las cinco restantes decidieron poner rumbo al sur, en dirección al río Santa Cruz, como había estipulado Loaísa. Dejaron atrás, pues, el Río de la Plata y alcanzaron Santa Cruz, a 50° de latitud sur, el 12 de enero. 
Aprovechando la ensenada, Elcano decidió esperar un tiempo en Santa Cruz, a ver si se lograba reunir todas las naves, supuesto que se había tratado en el consejo de capitanes en la isla de Gomera; pero de nuevo la propuesta fue rechazada, en esta ocasión por la totalidad de los capitanes. No obstante, se acordó dejar en una isleta una gran cruz y debajo de ella una olla con las indicaciones para encontrar la expedición en caso de que las dos naos perdidas dieran con el lugar, diciendo que las esperaban haciendo agua y leña en el Puerto de las Sardinas (estrecho de Magallanes).

## Llegada al estrecho de Magallanes

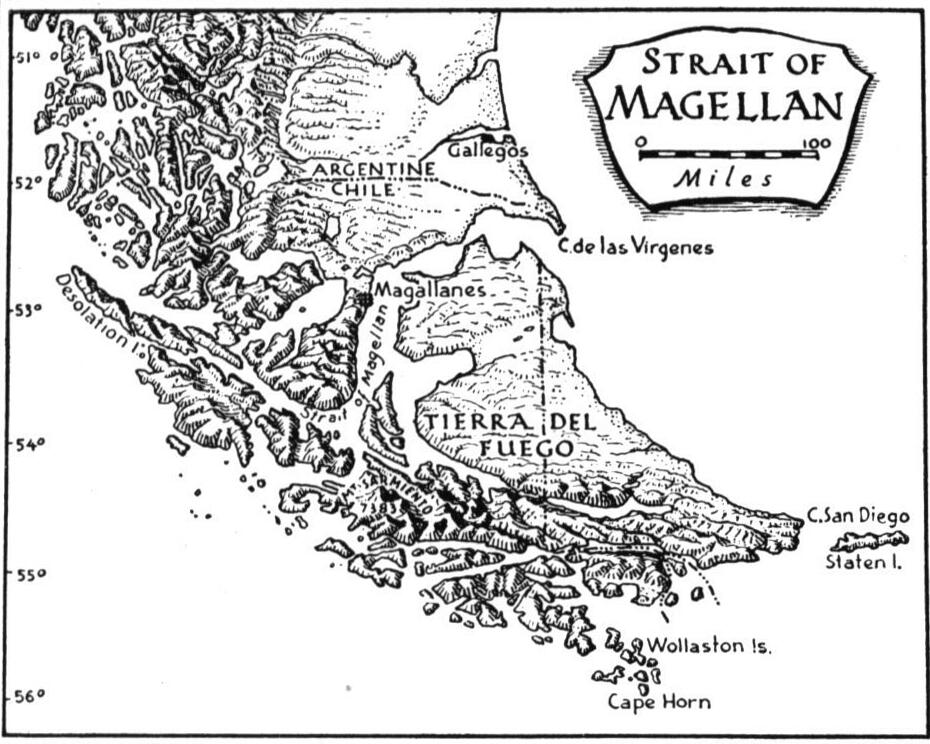
Mapa del área del estrecho de Magallanes

A pesar de haber ya pasado por el estrecho de Magallanes, Elcano se equivocó en el lugar de acceso a él, pues el domingo 14 de enero de 1526 mandó dar la vela en el estuario del río de San Ildefonso (actual río Gallegos), error que cometieron muchos después de él. Pero al poco de entrar, empezaron a oírse crujidos de los cascos, por lo que se dio la orden de parar en el avance y de que una chalupa reconociera el lugar, por lo que la abordaron su hermano Martín, el clérigo Areizaga, y Roldán y Bustamante, que eran dos de los supervivientes del viaje de la primera vuelta al mundo. Lo curioso es que los dos, que ya habían pasado, daban por bueno el lugar y querían regresar, pero tanto Martín como Areizaga no lo tenían tan claro, por lo que se decidió el avanzar, lo cual les llevó a darse cuenta de que el lugar era el equivocado. Por eso viene a colación el comentario de Urdaneta: «A la verdad fue muy gran ceguera de los que primero habían estado en el Estrecho, en además de Juan Sebastián de Elcano, que se le entendía cualquier cosa de la navegación». Mientras tanto, comenzó a subir la marea, lo que liberó a las naos e, inmediatamente, sin esperar a los de la chalupa, se alejaron unos cabos mar adentro, antes de que los exploradores pudieran dar alcance a su nao. Ese mismo día, según cuenta el propio Urdaneta, dieron con la verdadera embocadura del Estrecho, fondeando al abrigo del cabo de las Once Mil Vírgenes. 
Sobre las diez de la noche, las aguas de la bahía comenzaron a moverse de alarmante manera; así soportaron toda la noche, pero al amanecer se habían desatado todas las fuerzas de la naturaleza: el viento encajonado parecía rugir como un león herido, y el tamaño de las olas era tal, que pasaban a la altura de la mitad del palo mayor. Esta situación provocó que la nao Santi Spiritus, a pesar de haber lanzado cuatro anclas, comenzara a garrear, por lo que se intentó, realizando un esfuerzo casi sobrehumano, el rescatar a su tripulación. Para ello Elcano ordenó a la nao que largara su vela de trinquete, y de esta forma la fuerza del viento la arrastró hasta encallar en la costa. Pero la violencia de la resaca impedía el acercarse a ella, pues por la mucha mar, unas veces se aguantaba sobre las rocas y otras, la mar la sobrepasaba. Algunos tripulantes, viendo la costa cercana, se lanzaron al mar, y de diez sólo se pudo salvar a uno, al que se le había lanzado un cabo, el cual a su vez sirvió para que el resto de la tripulación fuera salvada. Urdaneta refiere el caso así: 

... salimos todos con la ayuda de Dios, con harto trabajo y peligro, bien mojados y en camisa, y el lugar a donde salimos es tan maldito, que no había en él otra cosa sino guijarros, y como hacía mucho frío, hubiéramos de perecer, sino que tomamos por partido de correr a una parte y a otra por calentarnos.

Después de la tormenta vino la calma, la cual aprovecharon para sacar de la nao siniestrada todo lo posible, pero a las pocas horas el mar volvió a moverse, y esta vez la Sancti Spiritus se deshizo contra las rocas y se hundió, mientras que el resto de las naos pudieron aguantar mejor el temporal. Al volver la calma se enviaron unos botes para recoger a los tripulantes que se habían salvado y, asimismo, para que el propio Elcano, conocedor de la travesía, pudiera guiar a las naos restantes en el cruce de aquel temido paraje. Como en la chalupa no cabían todos, Elcano dijo que le acompañaría el que él designase, y fue precisamente a Urdaneta, quien lo relata así: «Así yo solo me embarqué con el dicho capitán, y nos fuimos a la nao Anunciada».
El domingo 21 de enero convocó Elcano consejo de capitanes, decidiéndose que Andrés de Urdaneta, con media docena de hombres, fuera hasta donde se habían quedado los náufragos de la Sancti Spiritus. La misión encomendada no era fácil, pues lo angosto del terreno, el frío y los vientos constantes hacían de aquellas tierras de lo más inhóspito del planeta. Se les proporcionó comida y agua para varios días. Desembarcaron y pisaron tierra, y a las pocas horas se les presentaron unos indios del lugar, los Selknam, que impresionaron a los españoles por su elevada estatura. Urdaneta los convenció de que sólo iban a recoger a unos compañeros y que en cuanto lo hicieran volverían a sus naves y se irían. Para ello les dio comida, por lo que los indios les siguieron hasta que, al día siguiente, les dieron el resto de la comida, y cuando se quisieron dar cuenta éstos habían desaparecido, quedando solos y sin comida. A tanto llegó el desespero en los días siguientes, que Urdaneta nos cuenta:

Era tanta la sed que teníamos, que los más de nosotros no nos podíamos menear, que nos ahogábamos de sed; y en esto me acordé yo que quizás me remediaría con mis propias orinas, y así lo hice; luego bebí siete u ocho sorbos de ellas, y orné en mi, como si hubiera comido y bebido...

Prosiguieron la búsqueda de sus compañeros y lograron encontrar un charco de agua dulce, a cuyo lado crecían unos matojos de apio con los que se saciaron. Siguiendo en su camino se encontraron con unos riachuelos, que tuvieron que cruzar con el agua helada hasta la rodilla, para después trepar por unos acantilados de piedras cortantes. Urdaneta refiere que «Nuestro Señor, aunque con mucho trabajo nos dio gracia para subir». Volvieron a sentir el azote del hambre, pero entonces vieron conejos y patos, y se dedicaron a cazarlos, lo que les produjo una buena cena. Pero al encender el fuego, por un descuido, una ráfaga de viento llevó una brasa hasta un frasco de pólvora, el cual estalló y quemó a Urdaneta, quien escribe: «Me quemé todo, que me hizo olvidar todos los trabajos y peligros pasados».
Al atardecer del día siguiente, consiguieron llegar al lugar donde se encontraban los náufragos, cuya alegría fue indescriptible, pues todos se daban ya por perdidos. Pero con su llegada afirmaba que pronto vendrían a recogerlos y que tuvieran todo lo que se había podido salvar de la nao, para que se pudiera embarcarse en breve tiempo. 
Estando en el nuevo campamento, el 24 de enero se divisaron unas velas, que no eran otras que la de la capitana, la San Gabriel y el patache Santiago. Loaísa se encontró con la San Gabriel el 31 de diciembre, y había llegado el 18 de enero al puerto de Santa Cruz, hallando las instrucciones que, al pie de la cruz, le había dejado Elcano. El 23 de enero encontraron al patache Santiago en la desembocadura del Río Gallegos, y allí estaban. Urdaneta y los suyos comenzaron a dar gritos y encender hogueras, para llamar su atención. Loaísa, sorprendido de ello, mandó al patache que se acercara a tierra y así recibieron nuevos ánimos, embarcándose unos cuantos, para que el resto quedara de guardia protegiendo los materiales rescatados del naufragio.
Entretanto, Elcano, con las tres naos restantes, se preparaba para el paso del Estrecho, y mandó lanzar las anclas a unas cinco leguas de su verdadera entrada. Al desencadenarse de nuevo la bravura de las aguas, las naos fueron nuevamente estragadas, comenzando por perder los bateles que estaban trincados a popa. La Anunciada comenzó a garrear y a las dotaciones les entró pavor, empezando a ampararse al cielo «pidiendo misericordia», ya que las naos - a pesar de las previsiones de estar alejadas -  amenazaban con estrellarse contra los altos acantilados «donde ni de día ni de noche no podríamos escapar ninguno de nosotros». Entonces Elcano, logrando llegar a donde se encontraba Pedro de Vera, capitán de la nao, le explicó que si la gente comenzaba a trabajar de firme «como buenos marineros», se podía salvar a la nao. Diciéndoles que tenía «tomada por la aguja la punta de una playa», contagió a la tripulación los ánimos para lograr ponerse a salvo en alta mar realizando unas arriesgadísimas maniobras. Dos días después, la nao Anunciada regresó a intentar de nuevo el paso del Estrecho, donde nada más entrar, se encontraron a las dos naos de Loaísa fondeadas, con Urdaneta y los náufragos de la Sancti Spiritus. Por ello se esparce el regocijo del encuentro, ya que las dos partes se daban por perdidas, a lo que Urdaneta dice: «Dios sabe cuánto placer hubimos en hallarnos allí». El 25 quedó por fin reunida la expedición al abrigo del cabo de las Once Mil Vírgenes.
Loaísa encargó a Elcano que con la Parral, la San Lesmes y el patache se introdujera en el Estrecho y recogiera al resto de los náufragos y los materiales acopiados, por lo que zarpa el día veintiséis de enero, regresando diez días después con todos ellos y librándose, por poco, de otra de las tempestades tan frecuentes en ese estrecho.
Cuando esto sucedió, se encontraban embarcados en la Parral tanto Elcano como Urdaneta que, junto al patache, buscan un buen refugio en un arroyo, donde las naos quedan a merced del fuerte viento del sudoeste. Pero Elcano, siempre atento, descubrió en la angostura un sitio mejor por ser un abrigo natural, logrando meter allí a su nao y el patache. Pero la San Lesmes, al mando de Francisco de Hoces, se vio obligada a correr el temporal y viajar hasta los 55° de latitud Sur, convirtiéndose en los primeros en descubrir el paso del cabo de Hornos, en el terrible extremo austral del continente. Se anticiparon así 55 años al pirata Francis Drake, y es por ello que en España y en parte de Hispanoamérica se llama mar de Hoces al pasaje de Drake de los anglosajones.
Cuatro días estaba Elcano en el mismo lugar, esperando que el temporal amainara, cuando de pronto vio salir por el boquerón a la San Gabriel, por lo que dio la orden de efectuar una salva. Ello propició que el capitán de la nao, Rodrigo de Acuña, se acercara y le pusiera en conocimiento del grave desastre ocurrido: en el mismo temporal que acaban de correr las naos de su mando, la capitana de la expedición se había estrellado, y salvo el maestre y unos pocos marineros que habían abandonado la nao, por lo que creía, que no era posible que Loaísa se hubiera salvado. Martín de Valencia le confesó además que se sentía derrotado ante tantos y tan repetidos desastres, y por ello resolvía el dar por terminada la expedición y regresar a España. Pero Elcano no pensaba lo mismo, por lo que ordenó el envío de auxilios a sus compañeros y el intentar rescatar la nao Victoria. Gracias a su oportuno auxilio se consiguió que la capitana no se hundiera, salvando al mismo tiempo a todos lo que habían permanecido a bordo.

## Deserciones
Urdaneta anotaba en su diario, el día 10 de febrero, la deserción de la Anunciada, cuyo capitán, Pedro de Vera, expresó su propósito de navegar hacia las Molucas por el cabo de Buena Esperanza, es decir, con rumbo opuesto. La nao salió de la boca del Estrecho haciendo oídos sordos a las órdenes que se le daban. Dice Urdaneta: «No quiso venir adonde nosotros estábamos» y con cierta amargura continúa: «A la tarde desapareció y nunca más la vimos».

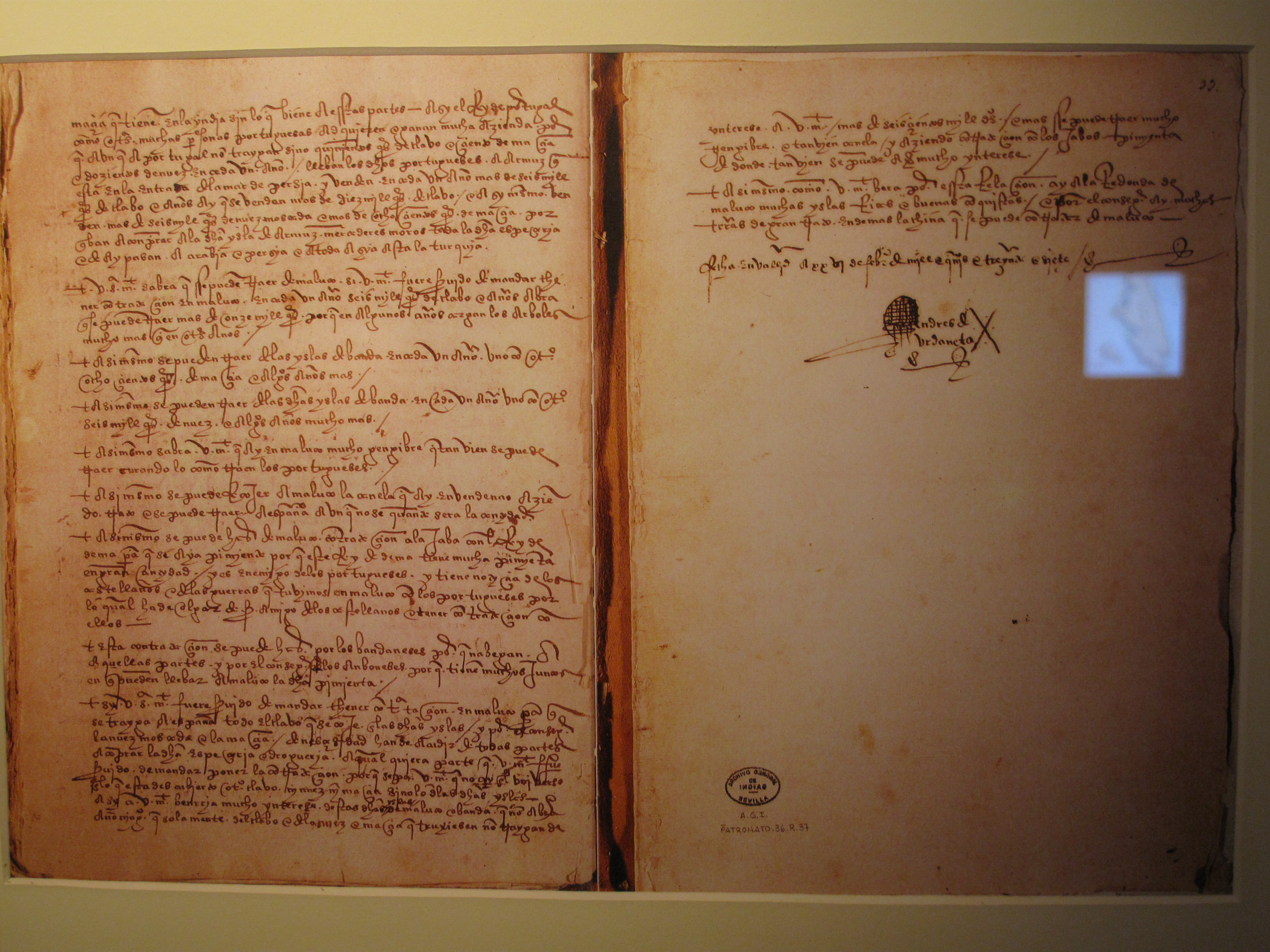
Última página del Diario de Viaje redactado por Urdaneta

Según cuenta Juan de Moris, en enero de 1535, la expedición de Simón de Alcazaba, a la entrada del estrecho, halló una nao naufragada y una cruz con un letrero que decía “año d.I U DXXVI”. Está claro, la Anunciada, al comienzo de su pretendido viaje, naufragó.
Después de las tormentas padecidas y el encallamiento de la capitana, las naos no estaban para aguantar ningún temporal. Por ello, el 13 de febrero, Loaísa y Elcano convinieron en regresar al río de Santa Cruz para reparar los daños que les causara el temporal a las naves. Se ordenó a Rodrigo de Acuña que con su nao fuera a buscar al patache para trasmitirle la orden, ya que de lo contrario se podría perder. Pero Acuña se hizo el desoído, actitud que molestó a Loaísa, que le ordenó de nuevo ir. Acuña aún le contestó «que adonde él no se quisiese hallar que no le mandare ir», pero ante la amenaza de Loaísa, ya muy firme, accedió a ir y de paso recuperar a su chalupa, que estaba en poder del patache. Urdaneta, en su diario, escribe:

Domingo á once de Marzo llegó el patax al dicho río de Santa Cruz, donde nos dijeron los que venían en él, que D. Rodrigo de Acuña había llegado dó ellos estaban en las Once mil Vírgenes, y quel capitán del patax le envió su batel con catorce hombres, los más de ellos de la nao Santi Spiritus, con algunos del mismo patax y que, en tomando el batel, luego se hizo a la vela, é que no sabían más del.

Al igual que en días anteriores cuando la Anunciada había desertado, ahora le ocurría lo mismo a la nao San Gabriel, que volvió a Castilla por la costa de Brasil, teniendo que hacer frente a tres galeones franceses. Tras la muerte de Acuña, su capitán, Martín de Valencia, prisionero de los franceses y después liberado, consiguió entrar con su nave en el puerto gallego de Bayona el 28 de mayo de 1527, sin apenas ya víveres.

## El paso del estrecho de Magallanes

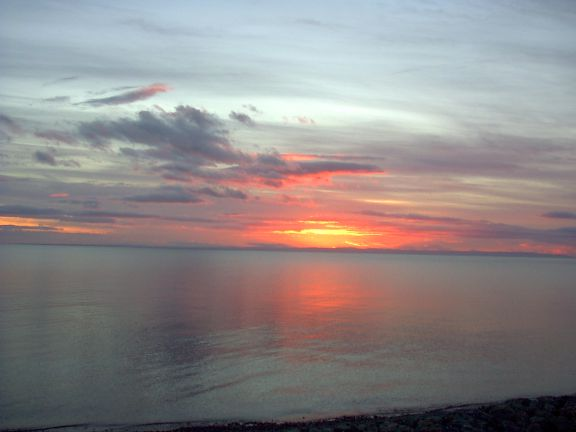
Amanecer en el estrecho de Magallanes

Con la deserción de la Anunciada y la San Gabriel, la expedición quedaba herida de muerte, pues a ello había que añadir que el resto de las naves no estaban, como se ha dicho, en condiciones de navegar. En este fondeadero permanecieron por espacio de un mes reparando las naves y haciendo acopio de comida. Las condiciones de la pesca eran muy fáciles, ya que en la bajamar incluso se podía coger el pescado con la mano; allí también probaron por primera vez la carne de foca.
Al dar la banda a la capitana, y aprovechando que la bajamar la dejaba en seco, se pudieron comprobar los graves daños que tenía: el codaste estaba completamente roto, así como tres brazas de la quilla, lo que hacía muy complicado el ponerla en servicio otra vez. Sin embargo, el hecho era que, con la pérdida de la segunda nao de la expedición y la deserción de la Anunciada y la San Gabriel, la expedición no podía dejar perder a su único buque bien armado y de mayor porte. Así que los expedicionarios se dedicaron casi por completo a reparar la capitana. A base del acopio de los materiales de la perdida Santi Spiritus y de los que llevaban de repuesto en los demás buques, se consiguió volver a poner a flote la Santa María de la Victoria utilizando, en casi toda la tablazón, planchas de plomo y «cintas de fierro». Aparte de esto, se construyó un batel para la Santa María del Parral y la San Lesmes. Por los daños que tenía esta última se la estuvo a punto de dar por inútil, pero las grandes bajamares de aquellas costas permitieron que se terminara de arreglarla y ponerla en servicio también.
El 24 de marzo concluyeron las reparaciones y se volvieron a hacer a la mar. El día 5 de abril doblan el cabo de las Once Mil Vírgenes, y el 8, con el patache en cabeza en misión de exploración, se adentran por el boquerón. Al llegar a la posición donde se había quedado anteriormente la nao capitana, Loaísa manda la chalupa para recoger algunos cepos de lombarda y toneles que allí habían quedado. Pero al llegar los hombres a tierra, los indios los atacaron con flechas, defendiendo aquellos enseres con su propia vida. Al siguiente día, el grueso de la expedición se encontró con el patache, que estaba a buen abrigo esperando su llegada, quedando todos reunidos.
Se reanudó entonces el difícil paso del estrecho de Magallanes, un laberinto de entradas y salidas de 305 millas marinas de longitud, lo que obligaba a tener en constante vigilancia a algún buque explorador. Pero la mala suerte parecía perseguir a Loaísa: cuando ya estaban a punto de salir, en su nao, por estar encendido un fuego para cocer una caldera de brea, prendió fuego la cubierta. El pánico se apoderó de la dotación, que se amontonó para abordar la chalupa y hacerse al agua. Por suerte otros marinos acudieron al fuego y lograron apagarlo. Loaísa no se entretuvo en contemplaciones, y al ver el fuego sofocado «afrentó de palabra a todos los que entraron en el batel».

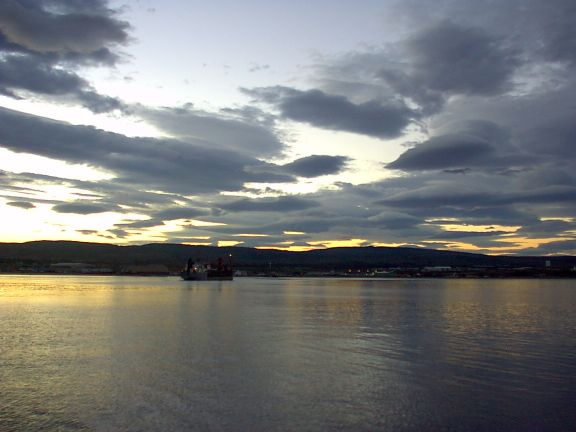
Atardecer en el estrecho de Magallanes

El 12 de abril, la expedición arribó al puerto de la Concepción y el 16 se encontraba en la punta de Santa Ana, que los expedicionarios bautizan con el sobrenombre de estrecho de las Nieves, por estar todas sus cumbres cubiertas de ella; pero, además, por una nieve de tono azulado, que se suponía que era por la cantidad de siglos que allí llevaban sin deshelar. El ensordecedor rugir de la mar, al encontrarse los dos océanos, hacía temblar los cascos de las naos. La noche del 18 de abril, los expedicionarios se llevaron un gran susto, pues de pronto y encontrándose en el puerto de San Jorge, comenzaron a oír los gritos que daban los patagónicos, los cuales se acercaban a gran velocidad con sus canoas y provistos de tizones encendidos, por lo que se aprestaron a las armas, pero según el relato de Urdaneta «no les pudimos entender, no llegaron a las naos y se volvieron».
Entre el 25 de abril y el 2 de mayo la expedición estuvo en Buen Puerto. El 6 de mayo, en las cercanías del puerto de San Juan, la expedición se vio obligada a correr otro temporal logrando no sin esfuerzos el arribar al mencionado puerto. Estando ya fondeados, comenzó a caer nieve y después de ello Urdaneta escribe: «No había ropas que nos pudieran calentar». El mal tiempo obligó a la expedición a permanecer en el lugar unos días. Pensando que el tiempo mejorará, se vuelven a hacer a la mar, pero a las pocas millas se ven forzados a regresar, ya que el temporal no amaina y aumenta su intensidad. Urdaneta anotaba en su diario las hórridas condiciones de vida a bordo de los barcos: «A las noches eran tantos los piojos que se criaban, que no había quien se pudiese leer»; hubo el caso concreto de un marinero que falleció de aquella plaga y que Urdaneta describe: «Todos tuvimos por averiguado que los piojos le ahogaron».
El 15 de mayo, el tiempo comenzó a abonanzar, lo que inmediatamente se aprovechó para hacerse a la mar. El sábado 26 de mayo de 1526, víspera de la festividad de la Santísima Trinidad, la armada alcanza el extremo de la isla Desolación y dobla el cabo Deseado, saliendo del estrecho de Magallanes tras 48 días de travesía por el mismo.

## Separación de la expedición
Seis días después de entrar en la inmensidad del océano Pacífico, el 2 de junio, la escuadra se encontró con otro temporal que deshizo la expedición, puesto que desde las cofas no se advertía a bajel alguno a la vista. Estando ya a unas ciento cincuenta leguas del cabo Deseado, la tempestad se convirtió en casi un huracán, lo que todavía contribuyó más al alejamiento de las naos. La expedición ya no volvería a reunirse, pero se tiene constancia de los rumbos de los barcos separados:
- La San Lesmes fue vista por última vez por el patache, y de ella nunca más se supo. Más de dos siglos después, en el año de 1772, la fragata Magdalena encontró una gran cruz muy antigua cerca de Tahití, por lo que por esta noticia, el insigne historiador Martín Fernández de Navarrete sacó la conclusión de que, por la derrota seguida y las corrientes, y con los últimos datos del patache, se puede casi asegurar que fueron a parar allí. En 1929 se encontraron unos cañones españoles del siglo XVI en la isla de Amanu, en las Tuamotu. Otros autores opinan que llegaron hasta Nueva Zelanda y naufragaron en la costa meridional de Australia; desde allí la tripulación habría costeado la isla hasta pasar el cabo York, siendo después apresados, probablemente, por la segunda expedición del portugués Gomes de Sequeira.

- La Santa María del Parral logró cruzar el Pacífico y alcanzar las Célebes. Una sedición, preparada por los marineros Romay y Sánchez, dan muerte al capitán, Jorge Manrique de Nájera, a su hermano y al tesorero. Después hicieron embarrancar en la isla de Sanguin, cercana a la de Cebú, donde desembarcaron. Pero los indígenas los atacaron, matando a varios de los españoles y capturando al resto. Menos de dos años después, en febrero de 1528, la expedición de Álvaro de Saavedra recogió a los dichos marineros. Los instigadores del motín, Romay y Sánchez, fueron procesados, declarados culpables de amotinamiento, desobediencia y asesinato, y ejecutados en Tidore.

- Con respecto al patache Santiago, al mando de Santiago de Guevara, puso rumbo norte y realizó un asombroso viaje de 10 000 km hasta alcanzar la costa de Nueva España. Dio fondo en el golfo de Tehuantepec el 25 de julio de 1526, y diversos pertrechos, junto con parte de la tripulación, participaron en la expedición de Álvaro de Saavedra, que también cruzaría el Pacífico entre 1527 y 1529.

## La travesía del Pacífico
Mientras tanto la capitana, la nao Santa María de la Victoria, encontrándose sola el 4 de junio a 41°30′ S, prosiguió el viaje. Su situación empeoraba por momentos, pues, a causa de los temporales, sus reparaciones se habían resentido y comenzaba a hacer agua. Tanto que las bombas de achique no daban para desalojarla. Además, el escorbuto empezó a causar estragos entre los tripulantes, dando comienzo a una triste y larga lista de fallecidos a su bordo. El 24 de junio falleció el piloto Rodrigo Bermejo; el 13 de julio le siguió el contador Alonso de Tejada; el día 30, cuatro días después del paso del Trópico de Capricornio, moría el jefe de la expedición capitán general Loaísa, siendo nombrado general de la expedición Juan Sebastián de Elcano, ya muy enfermo, que falleció cinco días después, el 4 de agosto. Andrés de Urdaneta fue uno de los testigos que firmaron el testamento del insigne marino, en el que dedicaba un recuerdo emotivo a su lugar natal. En sustitución de Elcano fue nombrado general Alonso de Salazar, e indica Urdaneta: 

Bien creo que si Juan Sebastián de Elcano no falleciera, no nos arribáramos a las islas de los Ladrones tan presto, porque su intención siempre fue de ir en busca de Cienpago, por éste se llegó tanto hacia la tierra firme de la Nueva España.

Unas horas después de Elcano moría Álvaro de Loaísa, sobrino del jefe de la expedición, que había sido nombrado contador al fallecer el titular. Con su acostumbrada meticulosidad Urdaneta cuenta: 

Toda esta gente que falleció (unos treinta desde la salida al océano) murió de crecerse las encías en tanta cantidad que no podían comer ninguna cosa y más de un dolor de pechos con esto; yo vi sacar a un hombre tanta grosor de carne de las encías como un dedo, y otro día tenerlas crecidas como si no le hubiera sacado nada.

## Llegada a Guam

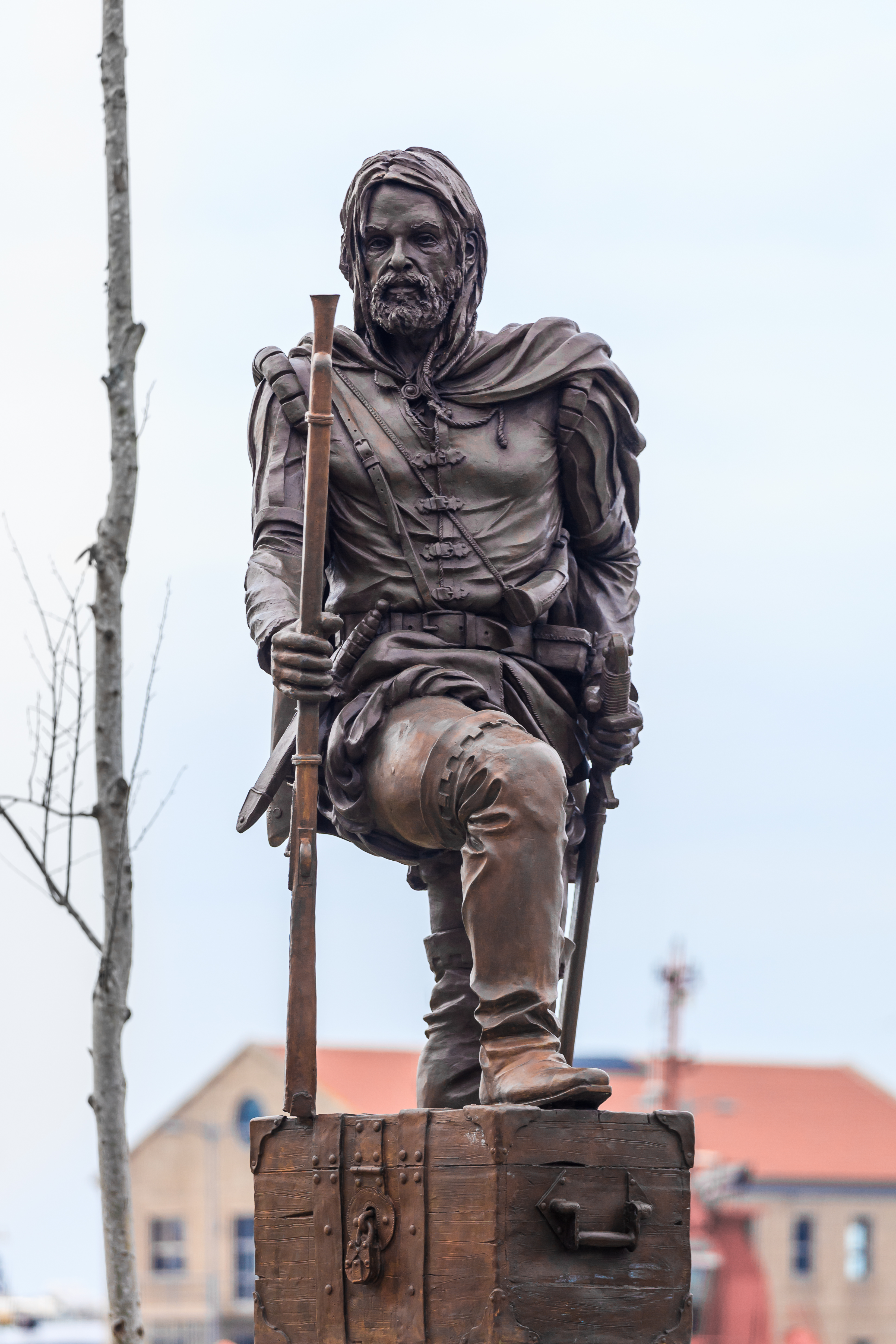
A Gonzalo de Vigo.

El 9 de agosto, la nao se encontraba a 12º de latitud norte, rumbo a las islas de los Ladrones. El 21 de agosto descubrieron la isla de San Bartolomé, pero lanzando la sonda, ésta no daba la profundidad, pues «parecía el agua muy verde». Viendo que no podían dar fondo, la treintena de supervivientes de la expedición puso nuevamente rumbo a las Marianas.
Consiguieron avistarlas el 4 de septiembre y alcanzar al día siguiente la isla de Guam, donde se lanzaron las anclas. Inmediatamente, una gran cantidad de piraguas rodearon la nao a gran velocidad. Los abordó un grupo de indígenas, totalmente desnudos, con una facilidad que asustó a los tripulantes. Pero de ellos se destacó uno, que en un perfecto castellano con acento gallego, les espetó: «Buenos días, señor capitán y maestre y buena compañía...» Este hombre no era otro que Gonzalo de Vigo, desertor de la expedición que, comandada por Gonzalo Gómez de Espinosa, se había separado de Elcano en 1521, en las Islas Molucas, en un intento de atravesar el Pacífico rumbo a Darién. Según Urdaneta:

... hallamos un gallego que se llama Gonzalo de Vigo, que quedó en estas islas con otros dos compañeros de la nao de Espinosa, e los otros dos muriendo, quedó él vivo, el cual vino luego a la nao e nos aprovechó mucho porque sabía la lengua de las islas...

Gonzalo de Vigo pidió el Seguro Real (o sea, el perdón) y por su amable llegada, más la ayuda que se comenzó a prestar a los enfermos de escorbuto, le fue concedida a bordo mismo y en ese instante.

## Mindanao

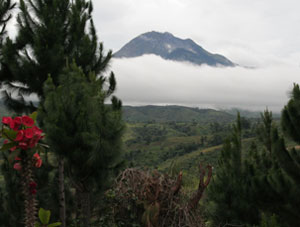
El monte Apo, en la costa meridional de Mindanao

Aún no recuperados del todo, el 10 de septiembre se volvieron a hacer a la mar. Sin embargo, a los cinco días de la salida falleció Toribio Alonso de Salazar, que había sido nombrado por Elcano capitán de ella, por lo que de nuevo surgieron problemas. Hubo dos que pretendieron el mando. Uno era Hernando de Bustamante y el otro Martín Íñiguez de Zarquizano, quienes a su vez tenían divididas las simpatías de los tripulantes. El primero era uno de los que fue con Elcano y fue llamado por orden real a presencia de Carlos I, por lo que su fama de buen navegante le era propicia para el cargo; el segundo era contador general de la expedición de Magallanes y también un superviviente de la primera vuelta al planeta, de modo que estaban los dos muy igualados. Para dilucidar quién debía ser el responsable, se acudió a la votación por mayoría, por lo que se organizó escrupulosamente ésta. Así, ese mismo día, 15 de septiembre, en presencia del escribano general, todos fueron pasando y dejando su papel con el nombre del elegido; según Urdaneta: «Y así todos votaron los unos por el dicho Martín Iñiguez de Zarquizano y los otros por el dicho Hernando de Bustamante».
Al realizar el escrutinio y ver el resultado, al escribano se le escapó una sonrisa. Esto provocó que, tal como cuenta Urdaneta: «Antes que se viesen los votos Martín Iñiguez se resabió con parecerle que tenía más votos el Bustamante y apañó al escribano los votos y echólos en la mar». Se desató un discusión por su proceder, pero no tuvo mayores consecuencias porque se llegó al acuerdo de que, si al llegar a las Molucas allí se encontraban los bajeles perdidos, y en alguno de ellos estaba alguno de los jefes, él decidiría; de lo contrario, en aquellas tierras se volvería a realizar la votación y, mientras tanto, compartirían el mando los dos.
Al amanecer del 2 de octubre, desde la cofa se dio aviso de tierra en la misma línea del horizonte: se trataba de la isla de Mindanao. Por ello Zarquizano convocó en el alcázar a Bustamante y a otros quince hombres, y les dirigió un discurso, según Urdaneta, «diciendo que ya veíamos cómo estábamos en el archipiélago de la Célebes y muy cerca del Maluco, y que era muy grande poquedad de todos los que íbamos en aquella nao y gran deservicio de su Majestad irnos así sin capitán y caudillo...»; a lo que añadió Urdaneta de su propio tintero: «Por no tener capitán nombrado y jurado podía acaecernos algún desastre como a hombres desmandados y desordenados». Proseguía Zarquizano: «Por parte de Dios y de Su Majestad», que por las instrucciones Reales y por ser el oficial de mayor graduación, debía ser elegido como capitán general de la expedición, y terminaba declarando que «era más hábil y suficiente para el dicho gobierno que Hernando de Bustamante». Ante estas palabras todos le juraron obediencia y respeto como a jefe supremo, pero Bustamante se negó; a ello respondió Zarquizano con la orden de ponerle grillos. Urdaneta lo cuenta así: «Le mandaron echar unos grillos, de que cobró mucho miedo, y así le hubo de jurar y obedecer».
El 6 de octubre consiguieron llegar a la costa. Zarquizano, con previsión, ordenó lanzar las anclas a cierta distancia de ella y, al tiempo, mandó a Urdaneta con la chalupa y varios hombres a ver cómo era la población indígena. Intentó conversar con ellos Gonzalo de Vigo, pero el lenguaje era distinto, por lo que recurrieron a la mímica. A cambio de baratijas relucientes consiguieron llenar la chalupa de cocos, plátanos, batatas, frutas diversas, vino de palma, arroz y hasta alguna gallina. Al ser la acogida tan agradable, Zarquizano ordenó levar anclas y acercar la nao a la costa, y una vez allí recibió la visita del cacique de la zona. Siguiendo con el trueque, lograron más provisiones, pero al apercibirse el capitán general de que los colgantes de los indígenas eran de oro ordenó que nadie intentara el trueque por ese metal.
Unos días más tarde, regresó Urdaneta con la intención de la primera vez. Pero en esta ocasión los indígenas habían sido soliviantados por un malayo, por lo que al empezar a hablar los indios les exigieron que apagaran las mechas de sus fusiles, a lo que lógicamente se negaron. Esto dio principio a una serie de acontecimientos, en los que ocurrió de casi todo: se comenzó por tener cada parte un rehén de la otra;y los indios empezaron a regatear. Mientras se negociaba, los españoles advirtieron que los nativos estaban intentando cortar las amarras de la chalupa. Por su parte, Gonzalo de Vigo (que era el rehén) se dio cuenta de que los filipinos que le rodeaban movían amenazadora e insistentemente sus machetes y estaban muy alterados, por lo que pegó unos gritos para advertir a sus compañeros. Andrés de Urdaneta se dio cuenta de la situación y prohibió a sus hombres contestar a Gonzalo para no alertar a los indios. Se levantaron los españoles dando explicaciones de que ya era muy tarde y que mañana proseguirían. En ese instante Gonzalo dio un par de empujones a los que tenía más cerca y salió corriendo, consiguiendo llegar a la chalupa donde sus compañeros le esperaban. Los nativos, temiendo las armas de los españoles, cesaron en la persecución y nadie resultó perjudicado.
Al día siguiente Zarquizano, con sesenta hombres perfectamente pertrechados, desembarcó y se adentró en la jungla hasta llegar al campamento, donde, cuenta Urdaneta, «envió a requerirles a los indios de paz a que nos vendiesen algunos alimentos». Pero la respuesta de estos fue salir corriendo con sus enseres y adentrarse en la espesura de la selva. Prevenido Zarquizano por Bustamante de la forma de combatir de los indios, dispuso la retirada con una buena defensa en la retaguardia, con lo que se evitó un ataque que a buen seguro se hubiera producido; Urdaneta aclara con estas palabras: «Quién por estas Indias anduviere y no fuere práctico, perderse ha, por ser los indios muy atraicionados...»
Al no poderse llegar a ningún acuerdo por la manifiesta hostilidad de los indígenas, Zarquizano ordenó levar anclas el 15 de octubre y hacerse a la mar con rumbo a la cercana isla de Cebú, pero una vez más los vientos contrarios le obligaron a desistir de ello, por lo que ya siendo favorables, los aprovechó para poner rumbo directo a las Molucas.

## Las Molucas

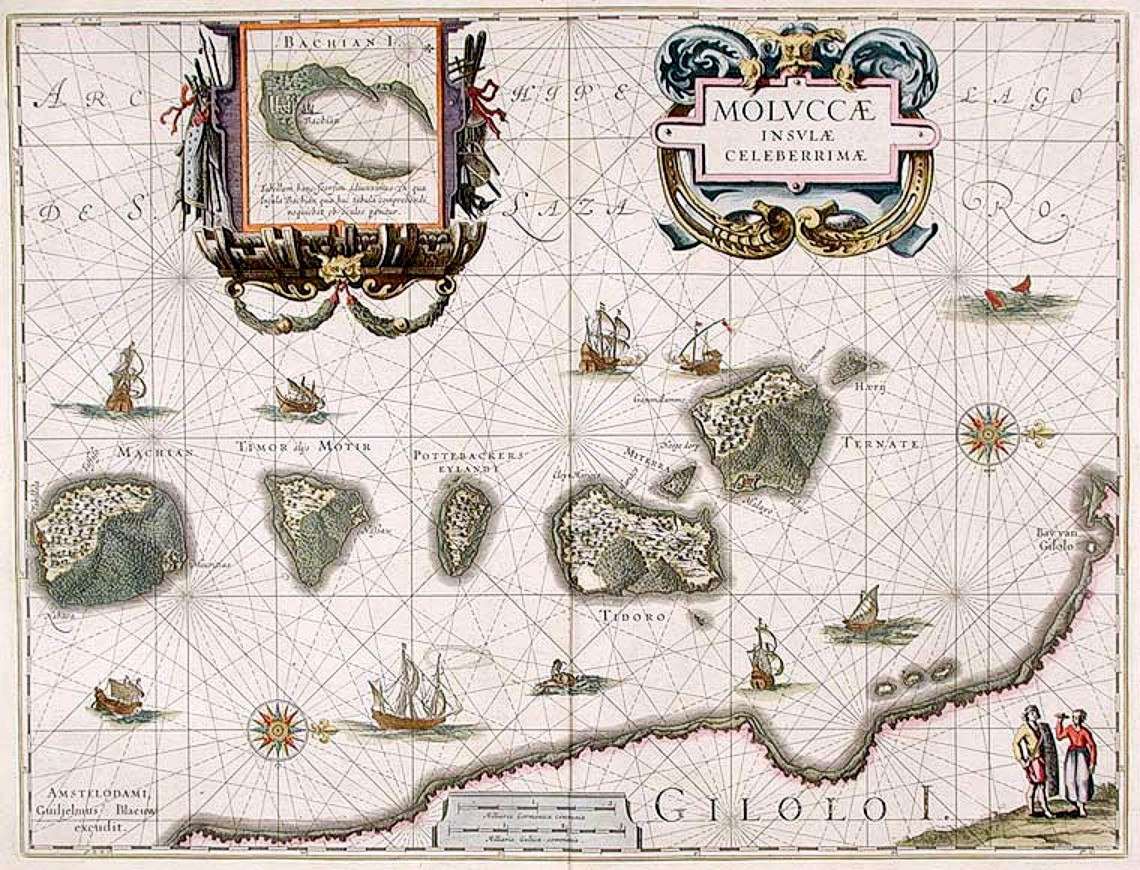
Moluccæ Insulæ Celeberrimæ. Mapa de Blaeu de las Molucas, que apareció por primera vez en 1630 en el Atlantis Appendix. Fue el primer mapa detallado en gran escala de las islas de las especias, en ese momento ya neerlandesas.

Arribaron el día 22 de octubre a Tálao, en el archipiélago de las Célebes, donde se abastecieron y pertrecharon con abundancia comerciando con sus habitantes. El jefe de la isla, después de realizados todos los intercambios, se reunió con Zarquizano, pidiéndole que le ayudara a terminar una guerra con un vecino. Pero Zarquizano, recordando que algo parecido le ocurrió a Magallanes y para evitar caer en la misma trampa se negó. Además se dirigió a los portugueses y les advirtió del riesgo que corren, pues a buen seguro que si se inicia la guerra, ellos serán los más perjudicados, por lo que estos se encargaron de disponer todo el armamento en caso de conflicto.
Zarpó la expedición de esta isla y se dirigió a Gilolo, la mayor de las pertenecientes a las Molucas, donde llegaron el 29 de octubre. A su llegada sus habitantes se les vinieron encima con sus canoas, confundiéndolos con portugueses; Urdaneta dice: «Nos vinieron a ver cientos de indios y hablándonos en portugués, de lo que nos holgamos mucho...». El 3 de noviembre, Zarquizano envió a Urdaneta y a cinco más a anoticiar a los reyes de Tidore y Gilolo de su llegada y de sus intenciones de ayudarlos contra sus enemigos. El 4 de noviembre entraron en el puerto de Zamafo, de donde partieron el 18 de noviembre rumbo a la isla de Rabo. Llegaron a ésta el 30 de noviembre y desde allí retornaron a Zamafo; hicieron estancia en esta ciudad entre el 13 y el 30 de diciembre.
Pronto las rencillas del reparto del mundo por el tratado de Tordesillas provocarían la guerra entre españoles y portugueses, por estar estos en territorios de aquellos. Pero la acción de los españoles, que había sido encontrada de buenas maneras por parte de los nativos, provocó el que unos se pusieran de un lado y los otros de otro. Por eso Urdaneta recuerda estas palabras de su jefe: «Que nunca Dios quisiese que nosotros fuésemos en rehusar de cumplir lo que Su Majestad decía en el mote de la divisa de las columnas: Plus Ultra». Y prosigue: «Toda la gente estaba tan recia y fuerte como el día que partimos de España, aunque hacía diez y ocho meses que salimos». Y continúa: «Si los portugueses quisieran, bien nos alcanzaran; empero no les pareció buen partido, y así nos dejaron pasar».
Zarparon de esta isla y el día de Año Nuevo de 1527 la nao arribó a Tidore, donde fueron bien recibidos y se avituallaron nuevamente de alimentos frescos; pero el trato con los lugareños era irregular, por lo que hubo varios enfrentamientos entre ambas fuerzas. El 17 de enero los portugueses intentaron abordar la nao española, embarcados en las canoas de los indígenas; pero cometieron el error de hacerlo en una noche de luna llena, por lo que los vigías de guardia de la nao abrieron fuego sobre ellos, lo que provocó que la sorpresa ya no fuera tal y que los españoles salieran todos a ocupar sus puestos. Al final, el resultado fue de un muerto y dos heridos portugueses y un muerto y cuatro heridos por los españoles. 
Al atardecer de ese día, los españoles, con doscientos indígenas, abortaron un intento de desembarco en las cercanías de la nao para hostigar con artillería al buque. Cuando se retiró, apareció una veloz embarcación que recorría la costa y de esta forma se apreció que portaba una bandera roja, en la que claramente se leía: «A sangre y fuego».
Al siguiente día regresaron los portugueses, y comenzó un nuevo cañoneo. De resultas de él la Santa María de la Victoria resultó alcanzada por tres de ellos. Pero, al parecer, el mayor daño lo sufría el buque al disparar sus propias piezas de artillería, por lo que quedó inservible para ser aparejado y volverse a hacer a la mar. Zarquizano, en palabras de Urdaneta: «Mandó llamar al maestre y piloto y marineros de la nao y a otras personas entendidas, y les tomó juramento en unos Evangelios si estaba aquella nao para poder navegar», pero «todos juraron uno a uno y depusieron que no era posible poderla aparejar de manera que pudiese navegar...» Esto consternó a Zarquizano, que no tuvo más remedio que resignarse. Por ello ordenó desmantelar la nao y reutilizar los materiales y la artillería para poder fortificar alguna posición.
Con la excusa de concertar la paz, los portugueses envenenaron a Zarquizano el 11 de julio de 1527. Por votación fue elegido nuevo capitán Hernando de la Torre, y los 120 españoles remanentes procedieron a construir una fortaleza en Tidore con dos docenas de piezas de artillería.
El 27 de marzo de 1528 llegó a Tidore la nao Florida al mando de Álvaro de Saavedra Cerón, enviada por Hernán Cortés para buscar a las expediciones de García Jofré de Loaísa y de Sebastián Caboto (esta última quedó en el Río de la Plata) en cumplimiento de órdenes del emperador. La Florida partió hacia Nueva España el 14 de junio de 1528, cargada con sesenta quintales de clavo de olor, pero hubo de regresar a Tidore a donde llega el 19 de noviembre de 1528. Parte de nuevo el 3 de mayo de 1529, pero nuevamente debe regresar. Llega a Gilolo (actual Halmahera) el 8 de diciembre de 1529, muriendo Álvaro de Saavedra Cerón en el trayecto.
Tras varios meses de lucha, los portugueses habían tomado Tidore, abandonada por los españoles, lo mismo que las naves españolas, por lo que los 18 sobrevivientes de la Florida continuaron hacia Malaca, en donde fueron apresados por los portugueses, muriendo allí diez de ellos. 
Los españoles de Tidore continuaron la lucha fuera de la fortaleza ocupada por los portugueses, pero en 1529 Hernando de la Torre firmó la paz con el capitán portugués de las Molucas, Jorge de Meneses. 

Que los castellanos saliesen de aquellas islas y fuesen para el lugar de Camafon en la costa del Moro, para lo que Don Jorge les daría embarcaciones para ir allá.

Se acordó que los españoles permanecerían en la isla de Maquien que habían tomado al rey de Ternate, sin intentar comprar clavo de olor ni aliarse a los enemigos de los portugueses, los reyes de Gilolo y Tidore. Los cosas tomadas mutuamente debían devolverse. Posteriormente fueron trasladados a Goa en la India, en donde se les unieron los sobrevivientes de la expedición de Saavedra.
Presos de los portugueses, los miembros de la expedición de Loaísa reciben la noticia de que el emperador había vendido los derechos sobre las Molucas a Portugal mediante el Tratado de Zaragoza (1529). 
Los últimos 24 supervivientes llegaron a Lisboa a mediados de 1536.